# Barbanne
Die Barbanne ist ein Fluss in Frankreich, der im Département Gironde in der Region Nouvelle-Aquitaine verläuft. Sie entspringt im Gemeindegebiet von Puisseguin, entwässert generell in westlicher Richtung durch einige der berühmtesten Weinbaugebiete in der Landschaft Libournais, schwenkt bei Les Billaux abrupt nach Süden und mündet nach rund 23 Kilometern im westlichen Gemeindegebiet von Libourne als linker Nebenfluss in die Isle, die ihrerseits rund zwei Kilometer weiter in die Dordogne einmündet.

## Orte am Fluss
- Étang, Gemeinde Saint-Genès-de-Castillon
- Parsac, Gemeinde Montagne
- Néac
- Marchesseau, Gemeinde Pomerol
- Les Billaux
- Les Charruauds, Gemeinde Libourne
- Libourne

## Durchquerte Weinanbaugebiete
- Puisseguin-Saint-Émilion
- Montagne-Saint-Émilion
- Saint-Georges-Saint-Émilion
- Saint-Émilion
- Lalande-de-Pomerol
- Pomerol